# ナンパリス・メンディ
ナンパリス・メンディ（Nampalys Mendy、1992年6月23日 - ）は、フランス・ラ・セーヌ＝シュル＝メール出身のサッカー選手。リーグ・アン・RCランス所属。セネガル代表。ポジションはミッドフィールダー。
サッカー選手のバフェティンビ・ゴミスはいとこ。

## 経歴

### モナコ
いくつかのクラブを経て、2007年にモナコのアカデミーに入団。
2010年4月27日、モナコと2013年6月までのプロ契約を結んだ。8月7日のマルセイユ戦でプロデビューを果たした。そのプレースタイルよりしばしばクロード・マケレレと比較される。

### ニース
2012-13シーズン後の移籍ウインドーではマンチェスター・ユナイテッドやアーセナルからの関心が報じられていたが、本人はフランス国内でのプレーを希望し、2013年8月にニースにフリーで加入した。

### レスター・シティ
2016年7月3日、イングランド・プレミアリーグのレスター・シティに移籍。モナコで指導を受けたクラウディオ・ラニエリ監督と再会することとなった。契約は4年で移籍金は当時のクラブレコードである1300万ポンドが支払われた。
2017年7月31日、古巣ニースにレンタルで復帰。
2020年8月24日、レスター・シティとの契約を2年延長した。

### RCランス
2023年9月4日、RCランスにフリーで加入。

### 代表
年代別のフランス代表歴がある。2009年にドイツで開催されたUEFA U-17欧州選手権ではグループステージの全3試合に出場したが、チームは最下位で敗退した。
UEFA U-19欧州選手権2011の予選にも継続的に出場したが、予選敗退に終わった。
その後、セネガル代表への鞍替えを決断し、2021年3月26日のコンゴ共和国代表戦でセネガル代表デビューした
。

## 代表歴

### 出場大会
- セネガル代表
  - 2022 FIFAワールドカップ

### 試合数
- 国際Aマッチ 28試合 0得点（2021年-）[18]

| セネガル代表 | 国際Aマッチ | 国際Aマッチ |
| 年           | 出場        | 得点        |
| ------------ | ----------- | ----------- |
| 2021         | 8           | 0           |
| 2022         | 15          | 0           |
| 2023         | 5           | 0           |
| 2024         |             |             |
| 通算         | 28          | 0           |

## タイトル

### クラブ
モナコ
- リーグ・ドゥ: 2012-13

レスター・シティ
- FAカップ: 2020-21

### 代表
セネガル
- アフリカネイションズカップ: 2021